# Trans Europ Express
Trans Europ Express o TEE fue una red ferroviaria internacional en Europa. Llegó a comprender, en 1974, una red que constaba de 45 trenes, los cuales conectaban 130 ciudades.

## Historia

### Orígenes
La red TEE (Trans Europ Express) fue organizada en 1957 a partir de una idea de Ir. F.Q. den Hollander, presidente-director de la compañía ferroviaria holandesa (NS). Fue una red operada conjuntamente por los ferrocarriles de Alemania (DB), Francia (SNCF), Suiza (SBB-CFF-FFS), Italia (FS) y, por supuesto, Holanda. A pesar de que algunos trenes atravesaban Bélgica desde el inicio de la red, la compañía ferroviaria belga (SNCB) no se incorporaría hasta 1964.
Inicialmente se utilizaron solo trenes diésel debido a los diferentes tipos de electrificación usados en los diferentes países. En aquel momento se pensó que esto aumentaría la velocidad de los cruces fronterizos. Por otra parte muchos cruces fronterizos no estaban electrificados cuando se iniciaron los servicios TEE. En 1961 con la introducción de trenes suizos que aceptaban cuatro tipos diferentes de corriente esta forma de operar fue abandonada.
Si bien la idea inicial era solo la circulación de trenes internacionales bajo el nombre TEE esto fue cambiado 1965 con la introducción del TEE francés "Le Mistral" y el TEE alemán "Blauer Enzian". La razón de este cambio era muy simple, había muchas rutas nacionales más larga que otras rutas internacionales.

### Evolución
La red creció con el transcurso de los años incorporando nuevos países: Bélgica, Luxemburgo, España, Dinamarca y Austria, hasta lograr su apogeo en 1974. RENFE entró en el grupo TEE con la inauguración del servicio Barcelona-Ginebra, conocido como "Catalán Talgo", en 1969. Posteriormente muchos trenes TEE empezaron a ser reemplazados por otros que ofrecían el mismo servicio pero que además incluían vagones de segunda clase.
En 1979 la alemana DB restructuró completamente su red con el lanzamiento de servicios InterCity, resultando de esta forma eliminados más servicios TEE.

### El final

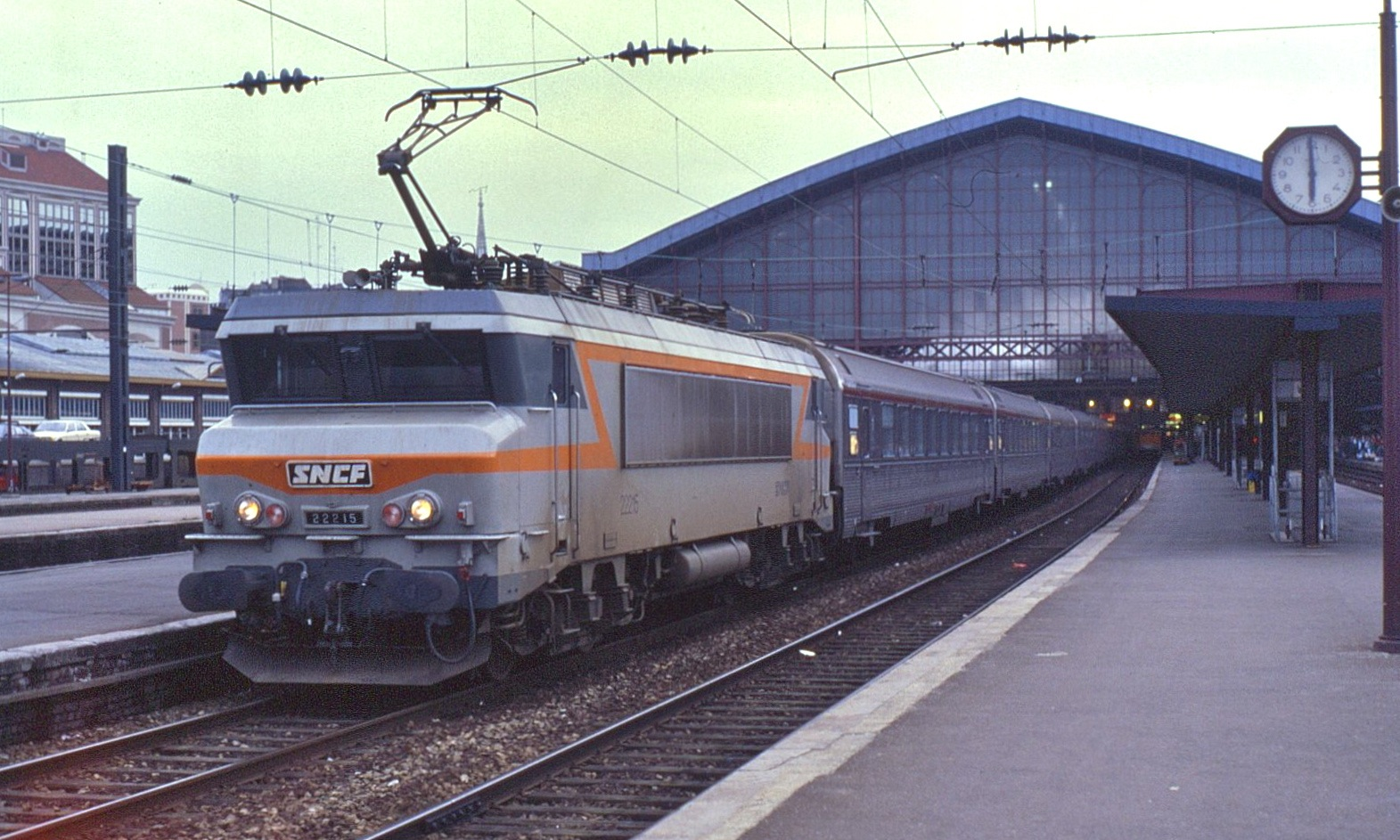
TEE Watteau en la estación de Lille-Flandes, uno de los últimos trenes en circular por la red.

Hacia 1984 la mayoría de los servicios TEE habían sido cancelados, quedando solamente algunos servicios nacionales (principalmente en Italia y Francia) y un número muy reducido de servicios internacionales. La mayoría de los trenes fueron sustituidos por una nueva red internacional denominada EuroCity con servicios de primera y segunda clase.

## Lista de trenes TEE
La red TEE llevó al desarrollo de numerosos trenes especiales. La alemana DB construyó y utilizó primero el DB Clase VT 11.5, más tarde usó el DB Clase E 10 apto para circular a 160 km/h y el ``DB Clase 103 apto para 200 km/h.
| Número de tren | Nombre                        | Ruta                                                 | Inicio del servicio | Fin del servicio |
| -------------- | ----------------------------- | ---------------------------------------------------- | ------------------- | ---------------- |
| TEE 92/93      | Adriatico                     | Milano Centrale - Bari                               | 03-06-1973          | 30-05-1987       |
| TEE 8/9        | Albert Schweitzer             | Dortmund - Strasbourg                                | 02-06-1980          | 27-05-1983       |
| TEE 78/79      | Ambrosiano                    | Milano - Roma                                        | 26-05-1974          | 30-05-1987       |
| TEE            | Aquitaine                     | Paris Austerlitz - Bordeaux                          | 23-05-1971          | 30-05-1984       |
| TEE            | Arbalète                      | Paris Est - Basel SBB - Zürich HB                    | 02-06-1957          | 26-05-1979       |
| TEE 88/89      | Aurora                        | Roma - Reggio di Calabria                            | 26-05-1974          | 31-05-1975       |
| TEE 14/15      | Bacchus                       | Múnich - Dortmund                                    | 28-05-1979          | 30-05-1980       |
| TEE 66/67      | Baviera                       | Zürich HB - Múnich                                   | 28-09-1969          | 21-05-1977       |
| TEE 84/85      | Brabant                       | Paris Nord - Bruselas Sur - (Ámsterdam CS)           | 26-05-1963          | 02-06-1984       |
| TEE 90/91      | Blauer Enzian                 | Hamburgo-Altona - Múnich                             | 30-05-1965          | 26-05-1979       |
| TEE            | Capitole (de la mañana)       | Paris-Austerlitz - Toulouse—Matabiau (diurno)        | 27-09-1970          | 23-05-1982       |
| TEE            | Capitole (de la noche)        | Paris-Austerlitz - Toulouse-Matabiau (nocturno)      | 27-05-1970          | 29-09-1984       |
| TEE 83/84      | Catalán Talgo                 | Ginebra - Barcelona                                  | 01-06-1969          | 22-05-1982       |
| TEE 22/23      | Cisalpin                      | Milano Centrale - Paris-Lyon                         | 01-07-1971          | 21-01-1984       |
| TEE 68/69      | Colosseum                     | Roma - Milano Centrale                               | 03-06-1984          | 30-05-1987       |
| TEE            | Cygnus                        | Milano - Ventimiglia                                 | 30-09-1973          | 27-05-1978       |
| TEE 42/43      | Diamant (I)                   | Dortmund - Amaberes                                  | 30-05-1965          | 29-05-1976       |
| TEE 80/81      | Diamant (II)                  | Múnich - Hamburgo-Altona                             | 27-05-1979          | 27-05-1981       |
| TEE            | Edelweiss                     | Ámsterdam - Zúrich HB                                | 02-06-1957          | 26-05-1979       |
| TEE 26/27      | Erasmus                       | Múnich - Nurenberg - La Haya                         | 03-06-1973          | 31-05-1980       |
| TEE            | Étendard                      | Paris Austerlitz - Bordeaux                          | 26-08-1971          | 30-05-1984       |
| TEE 82/85      | L' Étoile du Nord             | Paris Nord - Ámsterdam CS                            | 02-06-1957          | 26-06-1984       |
| TEE            | Faidherbe                     | Paris Nord - Lille - Tourcoing                       | 02-10-1978          | 29-05-1987       |
| TEE 16/17      | Friedrich Schiller            | Dortmund - Stuttgart                                 | 27-05-1979          | 19-05-1982       |
| TEE 14/15      | Gambrinus                     | Hamburgo-Altona - Colonia - Múnich                   | 29-05-1978          | 27-05-1983       |
| TEE            | Gayant                        | Paris Nord - Lille - Tourcoing                       | 02-10-1978          | 30-05-1986       |
| TEE 50/51      | Goethe (I)                    | Frankfurt/Main - Paris Est                           | 31-05-1970          | 31-05-1975       |
| TEE 24/25      | Goethe (II)                   | Frankfurt/Main - Dortmund                            | 27-05-1978          | 27-05-1983       |
| TEE 58/59      | Gottardo                      | Zürich HB - Milano C                                 | 01-07-1961          | 30-05-1987       |
| TEE            | Heinrich Heine                | Frankfurt/Main - Dortmund                            | 27-05-1979          | 27-05-1983       |
| TEE 78/79      | Helvetia                      | Zúrich HB - Frankfurt/Main - Hamburgo-Altona         | 02-06-1957          | 26-05-1979       |
| TEE 88/81      | L'Ile de France               | Paris Nord - Ámsterdam CS                            | 02-06-1957          | 28-05-1981       |
| TEE            | Iris                          | Zúrich - Bruselas Sur                                | 26-05-1974          | 30-05-1981       |
| TEE 30/31      | Jules Verne                   | Paris Montparnasse - Nantes                          | 28-09-1980          | 30-05-1981       |
| TEE 60/61      | Kléber                        | Paris Est - Estrasburgo                              | 23-05-1971          | 29-05-1987       |
| TEE            | Lemano                        | Milano C - Ginebra-Cornavin                          | 01-06-1958          | 22-05-1982       |
| TEE            | Ligure                        | Marsella-St-Charles - Milano C                       | 12-09-1957          | 22-05-1982       |
| TEE            | Lutetia                       | Paris Est - Milano C                                 | unknown             | unknown          |
| TEE            | Lyonnais                      | Paris-Lyon - Lyon Perrache                           | 09-02-1969          | 26-09-1976       |
| TEE 84/85      | Mediolanum                    | Múnich - Milano C                                    | 15-10-1957          | 02-06-1984       |
| TEE 86/79      | Memling                       | Paris Nord - Bruselas Sur                            | 29-09-1974          | 01-06-1984       |
| TEE 34/35      | Merkur                        | Stuttgart - Colonia - København                      | 26-05-1974          | 27-05-1978       |
| TEE 10/11      | Mistral                       | Paris-Lyon - Marsella St. C - Nice-Ville             | 30-05-1965          | 27-05-1978       |
| TEE            | Mont Cenis                    | Lyon-Perrache - Milano C                             | 02-06-1957          | 30-09-1972       |
| TEE 40/41      | Molière (ex Paris-Ruhr)       | Paris Nord - Colonia                                 | 02-06-1957          | 25-05-1979       |
| TEE 80/89      | Oiseau Bleu                   | Paris Nord - Bruselas Sur                            | 02-06-1957          | 02-06-1984       |
| TEE 32/33      | Parsifal                      | Paris Nord - Dortmund - Hamburgo-Altona              | 29-09-1957          | 26-05-1979       |
| TEE 26/27      | Prinz Eugen (I)               | Bremen - Passau - Viena Westbf.                      | 25-09-1971          | 31-05-1975       |
| TEE 26/27      | Prinz Eugen (II)              | Hannover - Colonia - Franakfurt/Main - Viena Westbf. | 01-06-1975          | 27-05-1978       |
| TEE 10/11      | Rembrandt                     | Múnich - Stuttgart -Ámsterdam CS                     | 28-05-1967          | 28-05-1983       |
| TEE 6/7        | Rheingold Express             | Ámsterdam CS - Ginebra-Cornavin                      | 30-05-1965          | 30-05-1987       |
| TEE 16/17      | Rheingold                     | Ámsterdam - Frankfurt - Nordlingen - Múnich          | 23-05-1982          | 30-05-1987       |
| TEE            | Rheinpfeil                    | Dortmund - Frankfurt/Main - Múnich                   | 30-05-1965          | 25-09-1971       |
| TEE 74/75      | Roland (I)                    | Bremen - Basilea SBB - Milano C                      | 01-06-1969          | 26-05-1979       |
| TEE 90/91      | Roland (I)                    | Bremen - Frankfurt/Main - Stuttgart                  | 28-05-1979          | 29-05-1980       |
| TEE 78/79      | Rubens                        | Paris Nord - Bruesela Sur                            | 29-09-1974          | 27-05-1987       |
| TEE            | Rhodanien                     | Paris-Lyon - Marsella St.C                           | 23-05-1971          | 29-09-1978       |
| TEE 28/29      | Saphir                        | Frankfurt/Main - Bruelas Sur                         | 02-06-1957          | 26-05-1979       |
| TEE 68/69      | Settebello                    | Roma - Milano C                                      | 26-05-1974          | 02-06-1984       |
| TEE 62/63      | Stanislas                     | Paris Est - Estrasburgo                              | 24-05-1971          | 25-09-1982       |
| TEE            | Ticino                        | Zúrich HB - Milano C                                 | 01-07-1961          | 25-09-1982       |
| TEE 22/23      | Van Beethoven (ex Rhein-Main) | Frankfurt/Main - Ámsterdam CS                        | 02-06-1957          | 26-05-1979       |
| TEE 94/95      | Vesuvio                       | Milano C- Roma -Nápoles                              | 30-09-1973          | 30-05-1987       |
| TEE            | Watteau                       | Paris Nord - Lille - Tourcoing                       | 02-10-1978          | 27-05-1987       |
| TEE 61/62      | LH 1001/2                     | Frankfurt/Main - Duseldorf Flughafen                 | 27-03-1982          | 01-06-1991       |
| TEE 63/64      | LH 1003/4                     | Frankfurt/Main - Duseldorf Flughafen                 | 27-03-1982          | 01-06-1991       |
| TEE 65/66      | LH 1005/6                     | Frankfurt/Main - Duseldorf Flughafen                 | 27-03-1982          | 01-06-1991       |
| TEE 67/68      | LH 1007/8                     | Frankfurt/Main - Duseldorf Flughafen                 | 27-03-1982          | 01-06-1991       |

## Trans Europa Express
El grupo alemán de música electrónica Kraftwerk grabó un álbum con este título (en la versión internacional el nombre es "Trans-Europe Express") entre 1976 y 1977 , en honor a esta red ferroviaria, en el que también se incluye la canción con el mismo nombre, ya que este tren pasaba por Düsseldorf, ciudad alemana donde nació dicho grupo, y se puede decir que una de las ideas para grabar dicho álbum fue que el tren estaba en su mayor apogeo.